# Dave Catching
David « Dave » Catching, né le 7 juin 1961 est un musicien américain.

## Carrière
Dave Catching a été guitariste dans plusieurs groupes de hard rock, tels Earthlings?,  dont il est l'un des fondateurs, les Eagles of Death Metal, les Queens of the Stone Age, Tex & the Horseheads, Mondo Generator, Masters of Reality.
Il a également contribué au premier album du groupe de desert country-rock Smith & Pyle.
C'est également le cofondateur du studio d'enregistrement Rancho De La Luna, basé à Joshua Tree, dans le comté de San Bernardino.
Dave Catching est sur scène avec les Eagles of Death Metal lors des attentats du 13 novembre 2015 en France, et réussit avec le reste du groupe à s'échapper du Bataclan.